# 1-Methyl-1-propylpyrrolidiniumtetrafluoroborat
1-Methyl-1-propylpyrrolidiniumtetrafluoroborat ist eine ionische Flüssigkeit (Salze mit einem Schmelzpunkt von weniger als 100 °C). Der Schmelzpunkt liegt bei 55–64 °C. Die Substanz und verwandte alicyclische Alkylammoniumtetrafluoroborate wurden 1986 von Mitsubishi Petrochemicals zum Patent angemeldet.

## Eigenschaften
Im festen Zustand sind drei Phasen des 1-Methyl-1-propylpyrrolidiniumtetrafluoroborat bekannt. Der Phasenübergang von Phase III zu Phase II liegt bei −25 °C, der Übergang von Phase II zu Phase I liegt bei 45 °C. Bei Phase I handelt es sich um eine plastisch kristalline Phase, die eine Leitfähigkeit von 10−3 S cm−1 aufweist. Die Leitfähigkeit der Phase I entspricht etwa der der Schmelze. Der Übergang von Phase I zur Schmelze tritt bei 64 °C ein. In der homologen Reihe der 1-Alkyl-1-methylpyrrolidiniumtetrafluoroborate besitzt es damit den niedrigsten Schmelzpunkt.
1-Methyl-1-propylpyrrolidiniumtetrafluoroborat ist mischbar mit Ethanol. Darüber hinaus zersetzt sich 1-Methyl-1-propylpyrrolidiniumtetrafluorborat in Gegenwart von Wasser langsam.

## Synthese
Ein Syntheseweg geht von 1-Methylpyrrolidin, welches mit 1-Chlorpropan umgesetzt wird, aus. Das resultierende 1-Methyl-1-propylpyrrolidiniumchlorid kann mit Tetrafluoroborsäure oder mit Silbertetrafluoroborat zum 1-Methyl-1-propylpyrrolidiniumtetrafluoroborat umgesetzt werden. Analog kann als Alkylierungsmittel 1-Iodpropan verwendet werden. Das entstandene Iodid kann mit Silbertetrafluoroborat einen Ionenaustausch eingehen, wodurch die Zielverbindung erhalten wird.

## Verwendungen
1-Methyl-1-propylpyrrolidiniumtetrafluoroborat kann in Lithium-Ionen-Akkumulator verwendet werden. Zusammen mit LiBF4 kann es feste Elektrolyte bilden.

## Externe Links zu erwähnten Verbindungen
1. ↑  Externe Identifikatoren von bzw. Datenbank-Links zu 1-Methylpyrrolidin:  CAS-Nr.: 120-94-5, EG-Nr.: 204-438-5, ECHA-InfoCard: 100.004.035, GESTIS: 30370, PubChem: 8454, ChemSpider: 8143, Wikidata: Q24574865.
2. ↑  Externe Identifikatoren von bzw. Datenbank-Links zu 1-Methyl-1-propylpyrrolidiniumchlorid:  CAS-Nr.: 528818-82-8, EG-Nr.: 801-425-1, ECHA-InfoCard: 100.228.063, PubChem: 60196394, ChemSpider: 25934076, Wikidata: Q81984605.